# Zabójcze maszyny (powieść)
Zabójcze maszyny (ang. Mortal Engines) – powieść fantasy autorstwa Philipa Reeve’a, wydana w 2001 roku. Książka, której akcja jest umiejscowiona w bliżej nieokreślonej przyszłości, jest pierwszą opublikowaną i zarazem najbardziej znaną częścią cyklu Żywe maszyny. Powieść została nagrodzona złotym medalem Nestlé Smarties Book Prize i ALA Notable Books for Children, była nominowana do Whitbread Award
Główni bohaterowie serii, Tom i Hester spotykają się w wyniku konfliktu pomiędzy ich miastami. Zbieg okoliczności zmusza ich do wspólnej podróży. 

## Adaptacja
Książka została zekranizowana w 2018 przez wytwórnię Universal Pictures i MRC w reżyserii Christiana Riversa, scenarzystą i producentem był m.in. Peter Jackson. W rolach głównych wystąpili m.in. Hera Hilmar, Robert Sheehan i Hugo Weaving.

## Bohaterowie
- Tom Natsworthy
- Hester Shaw
- Thaddeus Valentine
- Katherine Valentine
- Chudleigh Pomeroy
- Clythe Potts
- Anna Fang
- Shrike
- Chrysler Pewsey
- Herbert Milliphant